# 1778 en arts plastiques
| Années des arts plastiques : 1775 - 1776 - 1777 - 1778 - 1779 - 1780 - 1781    |
| Décennies des arts plastiques : 1740 - 1750 - 1760 - 1770 - 1780 - 1790 - 1800 |

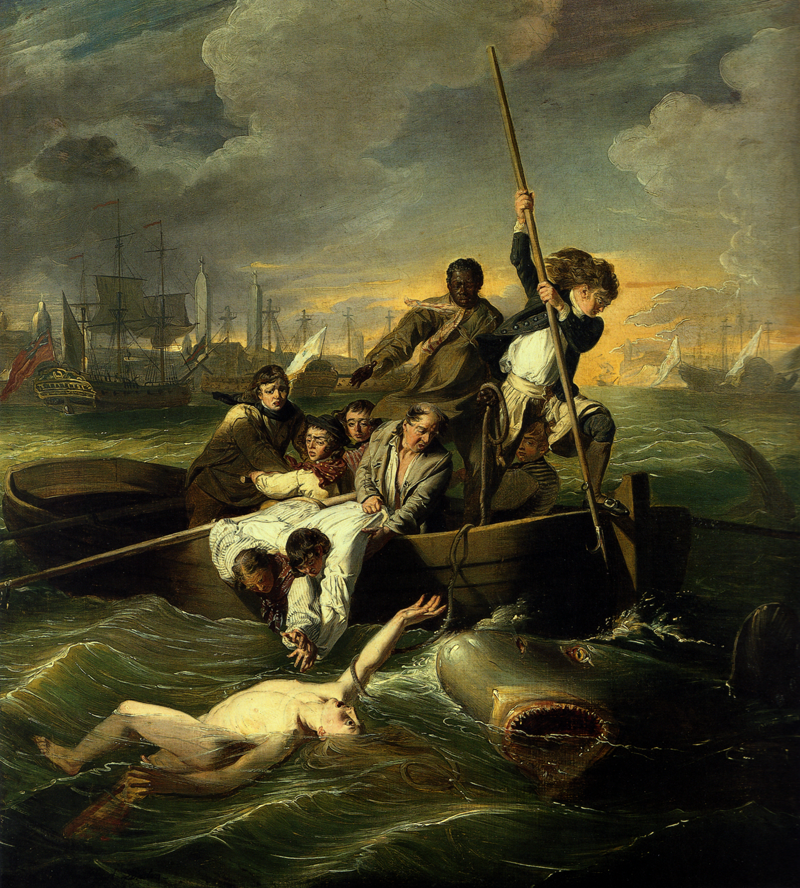
Watson et le requin, toile de John Singleton Copley.

Cette page concerne l'année 1778 en arts plastiques.

## Œuvres
- 1776-1778 : Deuxième série des Cartons pour tapisserie de Francisco de Goya :
  - Le Goûter au bord du Manzanares
  - Danse sur les rives du Manzanares
  - La Dispute à la Venta nueva
  - La Riña en el Mesón del Gallo
  - La Promenade en Andalousie
  - Le Buveur
  - L'Ombrelle
  - Le Cerf-volant
  - Les Joueurs de cartes
  - Enfants gonflant une vessie
  - Garçons cueillant des fruits

- 1777-1779 : Troisième série des Cartons pour tapisserie de Francisco de Goya :
  - La Foire de Madrid
  - Le Marchand de vaisselle
  - El Militar y la señora
  - La Vendeuse de cenelle
  - Enfants jouant aux soldats
  - Enfants dans un chariot
  - Jeu de balle avec raquette

- 1777-1780 : Quatrième série des Cartons de Goya de Francisco de Goya :
  - L'Aveugle à la guitare
  - La Balançoire
  - Les Lavandières
  - La Novillada
  - El Resguardo de tabacos
  - Le Garçon à l'oiseau
  - L'Enfant de l'arbre
  - Les Bûcherons
  - El Majo de la guitarra
  - Le Rendez-vous
  - Le Médecin
  - El Balancín
  - El Perro (perdu)
  - La Fuente (perdu)

## Naissances
- 12 janvier : Daniel Saint, peintre miniaturiste français († 23 mai 1847),
- 22 février : Rembrandt Peale, peintre néo-classicique américain († 3 octobre 1860),
- 30 mars : Domenico dalla Rosa, peintre italien († 3 avril 1834),
- 10 juin : Cornelis Cels, peintre belge († 3 mars 1859),
- 20 juin : Marie-Éléonore Godefroid, peintre portraitiste française († 1849),
- 3 juillet : Carl Ludwig Engel, architecte et peintre allemand et finlandais († 4 mai 1840),
- 13 novembre : Charles Joseph Auriol, peintre suisse († 25 mai 1834),
- 15 décembre : Marie-Nicolas Ponce-Camus, peintre français († 3 juin 1839),

- ? :
  - François Delpech, critique d'art, dessinateur et lithographe français († 25 avril 1825),
  - José Ribelles, graveur et peintre espagnol († 1835),
  - Luigi Vacca, peintre italien († 6 janvier 1854),

- 1778 ou 1779 :
- Sofia Giordano, peintre italienne († 14 mai 1829).

## Décès
- 4 janvier : Charles Eisen, peintre et graveur français (° 17 août 1720),
- 19 mars : Matthias Oesterreich, graveur allemand, directeur de la galerie de peintures du palais de Sanssouci à Potsdam (° 1716),
- 27 mars : Adam le Jeune, sculpteur français (° 1705),
- 2 octobre : Françoise Duparc, peintre française (° 15 octobre 1726),
- 9 novembre : Giovanni Battista Piranesi, dit Le Piranèse, dessinateur, graveur et architecte italien (° 10 avril 1720),
- 22 décembre : Simon Mathurin Lantara, peintre français (° 24 mars 1729),
- ? : Ignazio Hugford, peintre néoclassique italien (° 1703).